# Mulmblomflugor (Chalcosyrphus)
Mulmblomflugor (Chalcosyrphus) är ett släkte i familjen blomflugor. Även släktena Brachypalpoides och Brachypalpus har det svenska namnet mulmblomflugor.

## Kännetecken
Mulmblomflugor är medelstora till stora (7 till 15 millimeter) långsmala blomflugor med karakteristiskt uppsvullna baklår. Huvudet är betydligt bredare än långt. De är övervägande mörka med ibland röda eller gula inslag. Antennerna sitter på en utskjutande sockel. Typiskt för släktet är att bukplåten mellan de bakersta benparen (metasternum) har både långa och korta hår.

## Levnadssätt
Mulmblomflugor lever i skogar med gamla träd där larverna lever i savansamlingar eller röthål i stubbar och lågor, biologin är dock i många fall dåligt känd. De vuxna flugorna besöker olika sorters blommor.

## Utbredning
Det finns cirka 110 arter i släktet varav 43 i palearktis och 9 i Europa.

## Systematik
Släktet Chalcosyrphus ingick tidigare i släktet Xylota.

### Arter i Norden
Följande fem arter förekommer i Norden och i Sverige.
| Svenskt namn          | Vetenskapligt namn | Utbredning i Sverige                                                  |
| --------------------- | ------------------ | --------------------------------------------------------------------- |
| Nordlig mulmblomfluga | C. jacobsoni       | Endast 4 fynd i norra Sverige.                                        |
| Fläckig mulmblomfluga | C. nemorum         | Större delen av Sverige. Tämligen vanlig i de östra landskapen.       |
| Svart mulmblomfluga   | C. nigripes        | Mycket sällsynt i norra Sverige.                                      |
| Tallmulmblomfluga     | C. piger           | Mycket sällsynt i Götaland och Svealand.                              |
| Rödbent mulmblomfluga | C. valgus          | Större delen av Sverige utom i fjällen och längst i söder. Ej talrik. |

## Etymologi
Chalcosyrphus betyder kopparfärgad blomfluga.

## Dottertaxa till mulmblomflugor, i alfabetisk ordning[2][3]
- Chalcosyrphus acoetes
- Chalcosyrphus admirabilis
- Chalcosyrphus amaculatus
- Chalcosyrphus ambiguum
- Chalcosyrphus americana
- Chalcosyrphus amurensis
- Chalcosyrphus annulatus
- Chalcosyrphus annulipes
- Chalcosyrphus anomalus
- Chalcosyrphus anthreas
- Chalcosyrphus ariel
- Chalcosyrphus aristatus
- Chalcosyrphus armatipes
- Chalcosyrphus atopos
- Chalcosyrphus auricomus
- Chalcosyrphus auripygus
- Chalcosyrphus azteca
- Chalcosyrphus bettyae
- Chalcosyrphus bidens
- Chalcosyrphus boliviensis
- Chalcosyrphus calopus
- Chalcosyrphus carbona
- Chalcosyrphus chalybeus
- Chalcosyrphus chlorops
- Chalcosyrphus choui
- Chalcosyrphus chrysopressa
- Chalcosyrphus cuprescens
- Chalcosyrphus curvaria
- Chalcosyrphus decora
- Chalcosyrphus depressus
- Chalcosyrphus dimidiata
- Chalcosyrphus discolor
- Chalcosyrphus doris
- Chalcosyrphus dubius
- Chalcosyrphus elegans
- Chalcosyrphus elongatus
- Chalcosyrphus eugenei
- Chalcosyrphus eumera
- Chalcosyrphus eunotus
- Chalcosyrphus femorata
- Chalcosyrphus flexus
- Chalcosyrphus fortis
- Chalcosyrphus frontalis
- Chalcosyrphus fulviventris
- Chalcosyrphus grandifemoralis
- Chalcosyrphus grisea
- Chalcosyrphus inarmatus
- Chalcosyrphus jacobsoni
- Chalcosyrphus japonica
- Chalcosyrphus jiangi
- Chalcosyrphus latifrons
- Chalcosyrphus libo
- Chalcosyrphus longus
- Chalcosyrphus lyrica
- Chalcosyrphus maculiquadratus
- Chalcosyrphus melanocephala
- Chalcosyrphus metallicus
- Chalcosyrphus metallifer
- Chalcosyrphus minor
- Chalcosyrphus nemorum
- Chalcosyrphus nepalensis
- Chalcosyrphus nigricans
- Chalcosyrphus nigripes
- Chalcosyrphus nigromaculatus
- Chalcosyrphus nitidus
- Chalcosyrphus obscura
- Chalcosyrphus okadomei
- Chalcosyrphus ontario
- Chalcosyrphus ornata
- Chalcosyrphus ornatipes
- Chalcosyrphus pachymera
- Chalcosyrphus palitarsis
- Chalcosyrphus panamena
- Chalcosyrphus pannonicus
- Chalcosyrphus parvus
- Chalcosyrphus pauxilla
- Chalcosyrphus piger
- Chalcosyrphus plesia
- Chalcosyrphus pleuralis
- Chalcosyrphus pretiosa
- Chalcosyrphus proxima
- Chalcosyrphus puma
- Chalcosyrphus quantulus
- Chalcosyrphus reichi
- Chalcosyrphus roerichi
- Chalcosyrphus rondanii
- Chalcosyrphus rufipes
- Chalcosyrphus sacawajeae
- Chalcosyrphus sapphirina
- Chalcosyrphus satanica
- Chalcosyrphus scalisticius
- Chalcosyrphus schildi
- Chalcosyrphus shirakii
- Chalcosyrphus smarti
- Chalcosyrphus tuberculifemur
- Chalcosyrphus vagabondans
- Chalcosyrphus vagans
- Chalcosyrphus valeria
- Chalcosyrphus valgus
- Chalcosyrphus vecors
- Chalcosyrphus ventralis
- Chalcosyrphus victoriensis
- Chalcosyrphus violovitshi